# 公眾浴場

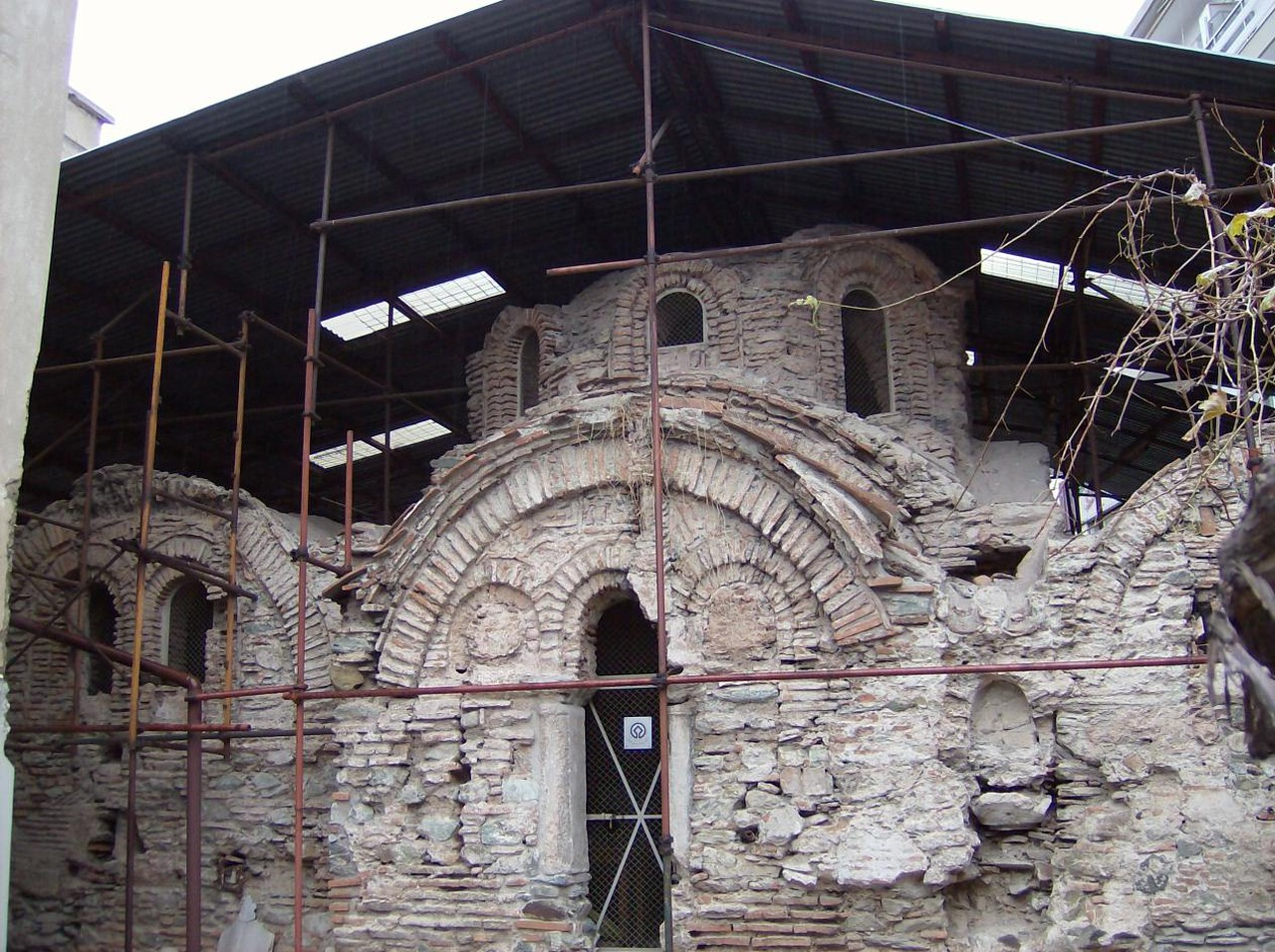
希臘塞薩洛尼基的上城拜占庭浴室

公眾浴場或公共澡堂最初出現的原因是在大多數人尚無私人洗浴設施時滿足人們对清洁的共同需求。隨著社會的變化，越來越多的住宅設有私人浴室，對公眾浴場的需求已經減少。

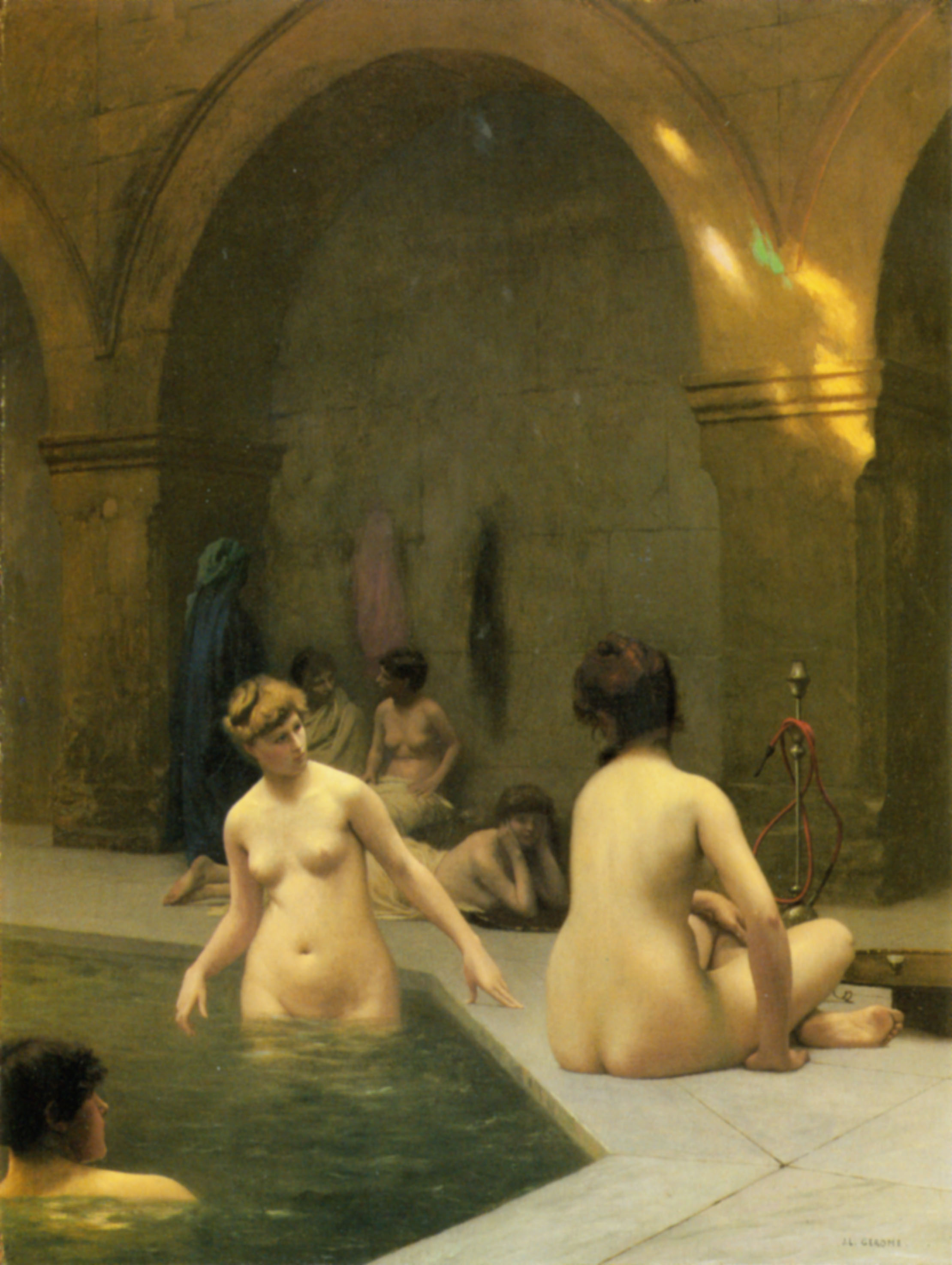
尚-李奧·傑洛姆所繪之〈浴者〉

公眾浴場也是一個重要的社交场所。在西元前6世紀的古希臘，就已經有關於公眾浴場的文獻記載。羅馬帝國時期，公眾浴場文化十分發達。西元300年時，戴克里先浴場的面積達14萬平方米，每天可容納三千人洗浴。現在英國巴斯的羅馬浴場是保存狀態較好的羅馬帝國浴場遺跡。

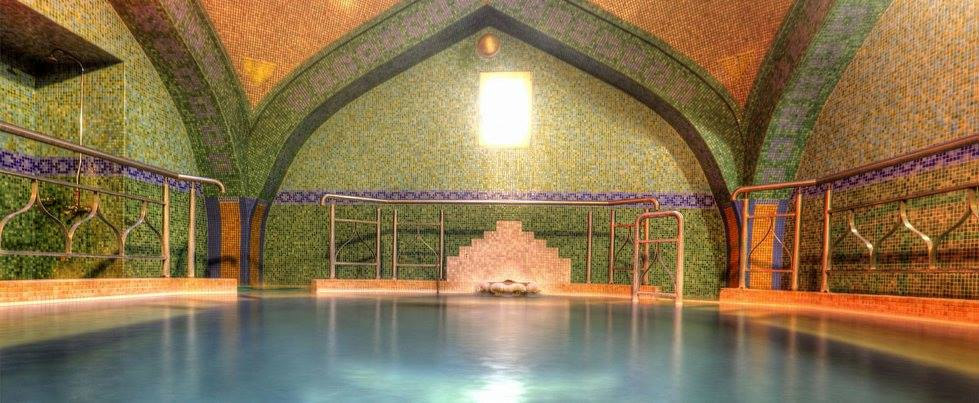
拜占庭浴場

進入近代後，英國第一個公眾浴場出現在1829年的利物浦。第一個淡水溫水公眾浴場出現在1842年5月。1915年，英國大部分城鎮均擁有至少一個公眾浴場。美國的公眾浴場歷史則開始於1890年代。舊金山的James Lick浴場設有洗衣設施，開業於1890年，廣受歡迎。1900年至1910年，美國出現公眾浴場建設高潮。1904年時，美國人口最多的10個城市中，有8個設有服務勞動階級的全年開放公眾浴場。1922年，美國有40個至少設有1或2個公眾浴場。紐約是擁有最多公眾浴場的城市，達25個。近代尚流行且平凡的有土耳其浴、日本澡堂、韓國汗蒸幕等，日本的依據《公眾浴場法》分為錢湯（澡堂）、超級錢湯、溫泉中心（水源須符合《日本溫泉法》），但錢湯是屬保健衛生需求型的一般公眾浴場（設備簡單、空間較小，收費受地方政府規範），超級錢湯與溫泉中心則屬於休閒娛樂設施型的其他公眾浴場（設備多樣、空間大、有附屬設施，收費業者決定），2016年調查全日本各類公眾浴場共有2.5萬多間。

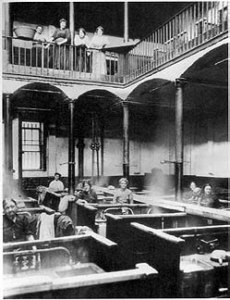
英國首間公共浴場

## 外部連結
- .   [2021-02-25]. （原始内容存档于2015-01-15）.
- . SentoGuide.   [2022-06-03]. （原始内容存档于2018-02-24）.
- . Kyoto Baths.   [2022-06-03]. （原始内容存档于2015-04-07）.
- . Funaoka Onsen.   [2022-06-03]. （原始内容存档于2016-03-03）.